# Flughafen Ilhéus

i7
i11
i13
Der Flughafen Ilhéus (portugiesisch Aeroporto Jorge Amado, IATA-Code: IOS, ICAO-Code: SBIL) ist ein öffentlicher Flughafen, 3 km von Ilhéus, Bahia entfernt.

## Flughafendaten
Der Flughafen hat eine Asphaltpiste mit  1577 m Länge und 45 m Breite. Er liegt auf einer Seehöhe von 4 m. Die Gesamtfläche des Flughafens beträgt 74 ha. Das Passagierterminal hat eine Fläche von 3400 m². Die Passagierkapazität liegt bei 700.000 pro Jahr. Das Passagierterminal wird gegenwärtig (Beginn 2021) auf 4500 m² ausgebaut und wird nach Fertigstellung eine Passagierkapazität von 1,2 Mio. bereitstellen.

## Geschichte
Die Geschichte der Luftfahrt der Stadt Ilhéus begann damit, dass die Wasserflugzeuge der Fluggesellschaften Condor und Panair do Brasil, die in den Norden des Landes flogen, einen obligatorischen Zwischenstopp in der Stadt machten. Im Jahr 1938 wurde eine Fläche von 370.670 m² für den Bau des Pontal Aviation Field ausgewählt, mit dem Ziel, während des Zweiten Weltkriegs als Unterstützung für Flugzeuge zu dienen. Die Landebahn des Flughafens Ilhéus wurde erst in den 1950er Jahren asphaltiert.
Ab 1980 wurde der Flughafen von Infraero verwaltet.
Am 12. März 2002 änderte ein Bundesgesetz den Namen des Flughafens zu Ehren des 2001 verstorbenen bahianischen Schriftstellers Jorge Amado.
Im Oktober 2018 erhielt der private Flughafenbetreiber Socicam die Konzession zum Betrieb des Flughafens für die nächsten 30 Jahre.

## Flugbetrieb
Im Jahr 2020 wurden 297.742 Passagiere transportiert.
LATAM Airlines Brasil, Azul Linhas Aéreas, und Gol Linhas Aéreas sind die wichtigsten Fluggesellschaften, ⁣⁣die den Flughafen bedienen.